# Українсько-індійські відносини
Офіційні українсько-індійські відносини розпочалися 26 грудня 1991, коли Індія визнала незалежність України, а 17 січня 1992 між країнами встановлено дипломатичні відносини. 13 лютого 1993 Перший Надзвичайний і Повноважний Посол України в Індії вручив Президентові Республіки Індія свої вірчі грамоти.

## Період СРСР
Ще у 1960-1970-х Українська РСР в рамках співробітництва СРСР з Індією надавала економічну і військову допомогу Республіці Індія, яка у загальному внеску становила близько 30 %, а у таких галузях як металургія, енергетика, важке машинобудування, постачання зброї (зокрема транспортних літаків, бойових кораблів тощо) частка України була значно вищою. Перші індійські космічні штучні супутники збиралися на «Південмаш» у місті Дніпропетровськ.
В часи СРСР діяло українське відділення товариства радянсько-індійської дружби, проте воно повністю керувалося Москвою. Десь у 1987 розпочалася самостійна діяльність, яка закінчилася відокремленням від Москви і створенням Товариства «Україна-Індія».

## Незалежна Україна
За роки незалежності Україна й Індія налагодили співробітництво майже в усіх сферах: економічній, політичній, науково-технічній, оборонній та культурній. Україна відіграє дуже важливу роль у забезпеченні Індії зброєю. Робота міждержавної комісії з економічного, торгового, наукового, технологічного й культурного співробітництва, сумісна ділова рада торгово-промислових палат, консультації між міністерствами іноземних справ сприяли розвитку співробітництва між країнами, дало змогу організувати навчання українських громадян у Індії за рахунок уряду України. В Україні навчається 2500 індійських студентів, працюють товариства дружби й культурних зв'язків.
Співробітництво між Україною та Індією в культурно-гуманітарній сфері розвивається динамічно: сторони здійснюють культурні обміни, сприяють участі представників обох країн у різноманітних культурологічних та спортивних заходах, міжнародних конкурсах, конференціях тощо. Воно відбувається в рамках Угоди між урядом України та урядом Республіки Індія про співробітництво в галузях культури, мистецтва, освіти, туризму, спорту та засобів масової інформації від 27 березня 1992.
Взаємне вивчення культур народів має довгу історію. Так Леся Українка перекладала гімни Ріґведи, Іван Франко — частини Магабгарати й інших священних індійських книг. Деякі роботи українських класиків, у тому числі Тараса Шевченка, були перекладені на мови народів Індії. Також перекладені на українську мову твори індійських письменників XIX та XX століття.

## Позиція Індії щодо російсько-української війни
Позиція Індії щодо війни може обурювати українців, оскільки індійські компанії саме 2022 року почали масово скуповувати російську нафту, яка подешевшала через західні санкції. Окрім того, Індія утрималася під час голосування в Генасамблеї ООН щодо засудження російського повномаштобного вторгнення у березні 2022 року, засудження анексії українських територій у жовтні 2022 року.
На думку співробітниці Національного інституту стратегічних досліджень Олени Борділовської російсько-українська війна поставила Індію в незручне становище, оскільки Індія прагне зберігати дружні взаємини як з Росією, так і з Україною, проте дії Москви порушують принципи територіальної цілісності та мирного вирішення конфліктів, котрі індійська влада багато років пропагує на світовій арені.

## Консульства
18 березня 2025 року Міністри закордонних справ України та Індії Андрій Сибіга і Субраманьян Джайшанкар під час зустрічі в Нью-Делі офіційно відкрили українське генеральне консульство в місті Мумбаї.